# Cidade de Deus
Cidade de Deus is een Braziliaanse drama- en misdaadfilm uit 2002 onder regie van Fernando Meirelles en Kátia Lund, gebaseerd op het gelijknamige boek van Paulo Lins. Mereilles was vijf jaar later als co-producent opnieuw betrokken bij Cidade dos Homens, dat wat betreft onderwerp wel de opvolger was maar verhaaltechnisch geen vervolg.
De film speelt zich af in de Braziliaanse stad Rio de Janeiro tegen een achtergrond van steeds meer toenemende (vaak drugsgerelateerde) criminaliteit.
Cidade de Deus werd in 2003 genomineerd voor twee BAFTA Awards waarvan deze er één won. De film werd in 2004 genomineerd voor vier Academy Awards. 

## Verhaal
De film beschrijft het leven in Cidade de Deus, een criminele buurt in het zuidwesten van Rio de Janeiro (onderdeel van Jacarepaguá). Dit is een buurt waar je geluk hebt als je ouder dan 16 jaar wordt. 

In de film worden vooral de drugshandel en moorden beschreven op mensen die hier leven. Moorden op straat, drugsdealen met kinderen onder de acht jaar, moordende kinderen en kinderen vermoorden; niets is te gek. Hier is geen leven mogelijk. 

Busca Pé (Raket) wil niets liever dan uit deze buurt weg en fotograaf worden. Alleen weet hij niet hoe hij weg moet. "Wie wil immers een jongen uit de Cidade de Deus aannemen?" Van alle andere personages wordt ook hun leven beschreven, zoals: 

Zé'tje: Zé'tje is de gevreesde gangsterbaas uit de buurt die via geweld zijn respect verdient. Hij moordde al sinds zijn 10e jaar en heeft er nog altijd lol in. Na een tijdje komt er oorlog met Wortel. Iedereen moet een kant kiezen en dan zijn tegenstander afmaken. Deze oorlog loopt helemaal uit de hand wanneer Raket (Braz. Port. "Busca Pé" = voetzoeker) er letterlijk tussenin staat. 

In deze film wordt ook het leven van de drugsbazen beschreven. Hun techniek was: Wachten tot de huidige drugsbaas wordt vermoord en dan hun zaak overnemen. De vroege drugsbazen begonnen meestal op hun 12e jaar.

## Rolverdeling
- Alexandre Rodrigues: Busca Pé
- Leandro Firmino: Zé Pequeno
- Matheus Nachtergaele: Sandro
- Phellipe Haagensen: Bené
- Seu Jorge: Mané
- Roberta Rodrigues: Bérénice
- Douglas Silva: Dadinho
- Jonathan Haagensen: Cabeleira
- Alice Braga: Angélica